# Niclas Grönholm
Niclas Grönholm (ur. 16 czerwca 1968 w Hanko) – fiński piłkarz występujący na pozycji napastnika. Trener piłkarski. 

## Kariera klubowa
Grönholm karierę rozpoczynał w 1986 roku w trzecioligowym Hangö IK. Jego barwy reprezentował przez trzy sezony, a w 1989 roku przeszedł do pierwszoligowego zespołu TPS. W sezonie 1989 wywalczył z nim wicemistrzostwo Finlandii, a w sezonie 1991 - Puchar Finlandii. W 1992 roku został graczem szwedzkiego drugoligowca BK Forward i występował tam przez dwa sezony.
W 1994 roku Grönholm wrócił do Finlandii, gdzie został graczem drużyny MyPa. Trzy razy wywalczył z nią wicemistrzostwo Finlandii (1994, 1995, 1996), a także raz Puchar Finlandii (1995). W 1997 roku odszedł do także pierwszoligowego zespołu FinnPa, którego barwy reprezentował przez dwa sezony.
W 1999 roku Grönholm wrócił do Hangö IK, grającego już w drugiej lidze. Po trzech sezonach przeniósł się do pierwszoligowego HJK. W trakcie sezonu 2002 odszedł jednak do drugoligowego RoPS, gdzie po sezonie zakończył karierę.

## Kariera reprezentacyjna
W reprezentacji Finlandii Grönholm zadebiutował 12 lutego 1990 w zremisowanym 1:1 towarzyskim meczu ze Zjednoczonymi Emiratami Arabskimi. 21 lutego 1993 w wygranym 3:0 towarzyskim pojedynku z Litwą strzelił swojego pierwszego gola w kadrze. W latach 1990–1994 w drużynie narodowej rozegrał 17 spotkań i zdobył 2 bramki.